# Massacre (gruppo musicale sperimentale)
I Massacre sono stati un gruppo musicale statunitense di musica sperimentale, formatosi nel 1980 a New York City e costituito dal chitarrista Fred Frith, dal bassista Bill Laswell e dal batterista Fred Maher. Il progetto inizialmente durò solo un anno e vide, dopo un periodo di soli concerti, la realizzazione di un album, Killing Time (1981). Frith e Laswell riformarono la band nel 1998 con il batterista Charles Hayward, pubblicando altri quattro lavori, Funny Valentine (1998), Meltdown (2001), Lonely Heart (2007) e Love Me Tender (2013). Gli ultimi tre sono costituiti da materiale registrato dal vivo rispettivamente a Londra e nei festival europei tra il 1999 e il 2008.
La BBC descrisse i Massacre come "un'empia unione di The Shadows, Captain Beefheart, Derek Bailey e Funkadelic".

## Storia
Fred Frith, co-fondatore del complesso di rock sperimentale inglese Henry Cow, si trasferì a New York City nel 1979 dopo lo scioglimento della band. Là incontrò Bill Laswell e Fred Maher, entrambi dell'ensemble jazz Material, e nel 1980 li invitò ad aprire il concerto si san Valentino di Peter Blegvad al Soundscape, formando un power trio che chiamarono Massacre. L'esperienza si rivelò positiva e il progetto continuò a suonare in vari concerti di New York.
I Massacre manipolavano liberamente ritmo e timbro, con l'obiettivo di recuperare l'energia grezza del primo rock and roll, aggiungendovi elementi di jazz improvvisato. Frith disse alla rivista DownBeat magazine nel 1982:
I concerti della band prevedevano momenti di totale improvvisazione, brevi ma intensi, che accompagnavano le esecuzioni di materiale precedentemente composto. Tra il 1980 e il 1981 i Massacre suonarono sia negli USA che in Europa, venendo notati soprattutto in Francia.
Nel 1981 venne pubblicato il primo album in studio, Killing Time, registrato tra aprile e giugno di quell'anno sia a Parigi, durante alcuni live, sia agli studi di Martin Bisi a Brooklyn. Sempre nel 1981 il gruppo incise alcuni pezzi per il lavoro solista di Frith Speechless. Dopo una serie di concerti del weekend del 4 luglio, Maher se ne andò e la band si sciolse.
Nel 1983 Frith e Laswell si unirono ai The Golden Palominos, fondati dal batterista Anton Fier. Nel febbraio di due anni dopo, a Boston, si tenne il live Two Against One, in cui suonarono solamente Frith, Laswell e Fier, che dunque riusarono il nome Massacre, eseguendo anche alcuni pezzi di Killing Time. Il nuovo assetto del progetto suonò in quello stesso periodo anche a Tokyo.
Ufficialmente i Massacre si riformarono nel 1998, quando Frith e Laswell invitarono il batterista dei This Heat Charles Hayward. Registrarono Funny Valentine (1998), composto da improvvisazioni in studio, e pubblicarono Meltdown (2001), registrazione praticamente non ritoccata dell'esibizione fatta al Meltdown Festival 2001 di Robert Wyatt di Londra, Lonely Heart (2007), costituito da estratti di concerti del 2003 fatti in Francia e Danimarca, e Love Me Tender (2013), contenente brani registrati dal vivo in Europa tra il 1999 e il 2008. Tutti e quattro i lavori furono pubblicati dall'etichetta discografica di John Zorn Tzadik.

## Membri
- Fred Frith – chitarra, Casio, radio, voce, laringofono della seconda guerra mondiale
- Bill Laswell – basso elettrico a 4 e 6 corde, tromba pocket
- Fred Maher (1980–1981) – batteria, percussioni
- Charles Hayward (1998–2008) – batteria, voce, melodica

## Discografia
- Killing Time (1981, LP, Celluloid Records, France)
- Funny Valentine (1998, CD, Tzadik Records, U.S.)
- Meltdown (2001, CD, Tzadik Records, U.S.)
- Lonely Heart (2007, CD, Tzadik Records, U.S.)
- Love Me Tender (2013, CD, Tzadik Records, U.S.)